# Platyja retrahens
Platyja retrahens là một loài bướm đêm trong họ Noctuidae.